# Lijst van beschermd erfgoed in de gemeente Beckerich
In deze lijst van beschermd erfgoed in de gemeente Beckerich zijn alle geclassificeerde nationale monumenten van de Luxemburgse gemeente Beckerich (Biekerech) opgenomen.

## Monumenten per plaats

### Hovelange(Huewel)
| Object | Bouwjaar/architect | Locatie | Datum beschermd?   | Coördinaten | Afbeelding |
| ------ | ------------------ | ------- | ------------------ | ----------- | ---------- |
| Eik    |                    |         | 29 maart 1974 (IS) |             |            |

## Bron
- Liste des immeubles et objets classés monuments nationaux ou inscrits à l'inventaire supplémentaire